# 藤川桂介
藤川 桂介（ふじかわ けいすけ、本名：伊藤 英夫（いとう ひでお）、1934年6月16日 - ）は、日本の男性脚本家、小説家、放送作家。日本文芸家協会、日本ペンクラブ、日本脚本家連盟会員。京都嵯峨芸術大学客員教授。
東京都出身。東京都立墨田川高等学校、慶應義塾大学文学部国文学科卒（1958年）。

## 概要
1960年代中盤から1970年代中盤までは実写のアクション番組や特撮物の脚本家として、1970年代から1980年代はテレビアニメーションの脚本家として活躍した。1980年代中盤以降は、活動の中心を小説の執筆に当てている。代表作に、テレビアニメーション『マジンガーZ』、『六神合体ゴッドマーズ』、『宇宙戦艦ヤマト』、小説『宇宙皇子』シリーズなど。漫画原作に『さすらいの太陽』など。特撮番組に『ウルトラマン』、『ウルトラセブン』、『突撃! ヒューマン!!』、『サンダーマスク』などがある。
脚本家の武上純希は、弟子筋にあたる（ただし、武上はそれを否定している）。その他、寺田憲史や、田村丸といった脚本家を育成してきた。
学生時代に脚本家の水木洋子に出したファンレターへの返事をもらえた感激が忘れられず、ファンレターには返事を出すように心がけているという。

## 経歴
そば屋の老舗「長浦」に長男として生まれ、高校時代から文筆業に憧れる。慶應義塾大学では放送研究会に属して、ラジオドラマ全日本コンクール脚本賞関東大会に3年連続で入賞を果たした。放送研究会の同期には、のちにウルトラシリーズの仕事で再会する大伴昌司の姿も。1958年には慶大の文学部を卒業するが、当時はなべ底不況の最中。コネクション頼りで映画会社の東宝を受験したものの、その年度は文芸部の募集をしていないため不合格となる。実家からは勘当されて無職同然のまま、田園調布の安アパートで餓死寸前の極限状況に追い込まれるも、その時の様々な体験は、のちの作家生活において貴重な財産となった。勘当されて半年後に、大学時代の親友が福岡市のRKB毎日放送へと入社したことで、同局のラジオ放送における音楽番組の構成台本にて辛くもデビューを果たす。その後もしばらくは、地方局でのラジオ番組の仕事を細々とこなす構成作家であった。やがて、慶應義塾大学の先輩でもありTBS演出部に所属していた飯島敏宏（放送研究会の先輩でもあった）の紹介で、実写のテレビシリーズへと参入。最初は、同局の推理アクションドラマ『日真名氏飛び出す』にて西島大や久板栄二郎といった脚本家の原案作りを担当しながら、1958年には『東京零時刻』にてテレビドラマでも脚本家デビューを果たす。『月曜日の男』では、若槻文三と共にローテーションの一角を担い、以後も『オレとシャム猫』『木下恵介アワー』などの番組で順調にキャリアを重ねていった。
いわゆる特撮番組との関わりも、やはり飯島敏宏の紹介による。TBSからの出向という形で、飯島が円谷プロダクション（以下円谷プロ）にて監督を引き受けていたことから1966年に、藤川は『ウルトラマン』の企画段階から文芸に関わることになる。以後も『ウルトラセブン』や『快獣ブースカ』などの円谷プロ作品の脚本を担当し、1970年代には他社でも『宇宙猿人ゴリ』、『サンダーマスク』、『スーパーロボット レッドバロン』などの脚本を担当。親友である上原正三のサポート役を、快く引き受けた脚本も数多い。『ウルトラマン』の際にはデザイナーである成田亨の知遇を得、成田デザインの番組企画を通じてプロデューサーの西崎義展と知り合うことになる。この時の出会いがテレビシリーズのアニメーション番組『ワンサくん』や『宇宙戦艦ヤマト』など、西崎プロデュースの仕事に関わるきっかけとなっていく。
円谷作品の執筆時代から上原正三とは何かと一緒に脚本に参加することが多い。
アニメーションの仕事は、広告代理店である電通からの依頼で『ムーミン』へと参加したのが始まりである。この時から、アニメーション制作会社の虫プロダクションと、東京ムービーとの付き合いも始まることになる。代表作である『マジンガーZ』は、前番組のテレビ特撮シリーズ『ミラーマン』の広告代理店でもあった旭通信社からの依頼によるもので、その際に東映動画の横山賢二プロデューサーからの信頼も獲得。同社での仕事も増加して行くことになる。1980年代には、旭通信社からアニメーション制作会社カナメプロダクションを紹介され『プラレス3四郎』や『ウインダリア』の脚本を執筆。ここではイラストレーターのいのまたむつみや、藤川の弟子となる、脚本家志望の武上純希との出会いを得た。ただし、武上は『プラレス3四郎』の文庫版コミック解説で、藤川が自著で武上を弟子と書いたことに触れて「藤川さんの記憶違いです」と否定している。
テレビアニメーションは、企画段階から参加しメインライターをつとめた『宇宙戦艦ヤマト』が代表作であり『宇宙戦艦ヤマト』は、その後の日本のアニメの流れをかえた社会現象作になった。その後1970年代後半から1980年代にはアニメ版『銀河鉄道999』を最多脚本執筆、『六神合体ゴッドマーズ』は原作をほぼ藤川のオリジナルといえるほどにアレンジしてメインライター（シリーズ構成）を手がけ、これらの作品も社会現象作となる。しかし、1980年代も半ばになると番組スポンサー主導の番組作りへの違和感や、昔ながらの物語性よりも視覚性を重視した『超時空要塞マクロス』などの出現に時代の変質を感じ取り、放送業界への見切りをつける。小説家への転身を決意した藤川が、1984年から書き下ろした小説『宇宙皇子（うつのみこ）』シリーズは、いのまたむつみの挿絵の魅力も手伝い大ヒット。長期シリーズとなり、のちのライトノベルの礎を築いた。
1990年代以降は、創作活動を小説に絞っていた藤川だったが、2000年代になって、かつての盟友松本零士のアニメ化作品や、円谷プロの『ウルトラQ』のリメイク、『六神合体ゴッドマーズ』の原作『マーズ』の再アニメ化などで、久々に脚本家活動を再開する。
2007年より京都嵯峨芸術大学客員教授。

## 作品
太字はメインライターを担当。

### アニメ
- マジンガーZ[3]
- グレートマジンガー[4]
- UFOロボ グレンダイザー
- キューティーハニー[5]
- アローエンブレム グランプリの鷹
- 一休さん
- マグネロボ ガ・キーン
- 超人戦隊バラタック
- 鋼鉄ジーグ
- 機甲艦隊ダイラガーXV
- トランスフォーマー ザ☆ヘッドマスターズ
- 銀河鉄道999
- 新竹取物語 1000年女王
- マリンスノーの伝説
- 宇宙戦艦ヤマト
- 宇宙戦艦ヤマト2
- さらば宇宙戦艦ヤマト 愛の戦士たち
- ヤマトよ永遠に
- 宇宙戦艦ヤマトIII
- オーディーン 光子帆船スターライト[6]
- ちびっこ怪獣ヤダモン
- ハリスの旋風
- 荒野の呼び声 吠えろバック
- ワンサくん
- メーテルリンクの青い鳥 チルチルミチルの冒険旅行
- ムーミン
- さすらいの太陽
- アンデルセン物語
- 天才バカボン
- 太陽の使者 鉄人28号[7]
- 宇宙伝説ユリシーズ31
- マイティ・オーボッツ
- 六神合体ゴッドマーズ
- 新・エースをねらえ![8]
- ザ☆ウルトラマン
- 鉄腕アトム (アニメ第2作)
- タイムスリップ10000年プライム・ローズ[9]
- 星の子チョビン
- 超電磁ロボ コン・バトラーV
- わんぱく大昔クムクム
- 氷河戦士ガイスラッガー
- さすらいの少女ネル
- キャプテン
- ガラスの仮面[第1作]
- キャッツ・アイ
- 超獣機神ダンクーガ
- プラレス3四郎
- ウインダリア
- 神世紀伝マーズ
- SUBMARINE SUPER 99

### 特撮

#### 円谷プロダクション
- 快獣ブースカ
- ウルトラマン
- ウルトラセブン
- 怪奇大作戦
- 戦え!マイティジャック
- チビラくん
- ミラーマン
- トリプルファイター
- 緊急指令10-4・10-10
- ウルトラQ dark fantasy
- ウルトラマンマックス

#### ピー・プロ
- 宇宙猿人ゴリ
- 鉄人タイガーセブン
- 電人ザボーガー

#### 東映
- がんばれ!!ロボコン
- 秘密戦隊ゴレンジャー
- 宇宙鉄人キョーダイン（前半）
- ロボット110番

#### その他
- 忍者部隊月光
- 新忍者部隊月光
- サンダーマスク
- 突撃! ヒューマン!!
- スーパーロボット レッドバロン
- Xボンバー ※全話執筆

### 主要テレビドラマ
- 部長刑事
- 東京零時刻
- 大江戸の鷹
- 月曜日の男
- 柔道一代
- 美空ひばり劇場
- 愛妻くんこんばんわ
- 愛の歌
- かみなり三代
- オレとシャム猫
- 女房タブー集
- 恋愛術入門
- 木下恵介アワー
- けっぱれ!大ちゃん

### 未使用シナリオ
- ウルトラマン
  - 科学島脱出
  - 東京危機一髪
- ウルトラセブン
  - 光と影の挑戦
  - 赤い珍獣
  - 謎の怪獣地帯
  - 湖底の叫び声

## 著作

### 小説
- 宇宙皇子
- 京の影法師
- 天之稚日子（1～4）
- 幻想皇帝〈聖妖星編〉（全5巻）
- 篁・変成秘抄（全5巻）
  - 新・篁変成秘抄（1巻～）
- 魔修羅王すまる
- 狙撃兵（ヒットマン）リュウ
- 神語部遺文
- 隠れ里乱世伝
- 剣鬼幻々斎志楽
- 魔界戦士
- 銀河AVE.0番地
- ペパーミント・シャワー物語 別れに特別料理を
  - エイプリル・シャワ－物語 港の見える丘の上
- 神霊戦記 斑鳩王朝伝
- ウィンダリア―童話めいた戦史
- キビツヒコ - 毎日新聞社、毎日中学生新聞連載
- シギラの月

ノベライズ
- 1000年女王（全3巻）
  - 1000年女王 映画篇
- 銀河鉄道999
- 六神合体ゴッドマーズ(全3巻)
  - 六神合体ゴッドマーズ 十七歳の伝説
- トランスフォーマー ザ・ヘッドマスターズ 夢戦争

### 漫画原作
- さすらいの太陽（すずき真弓・画）
- 宇宙戦艦ヤマト（ひおあきら・画）

### エッセイ
- 天翔船に乗って ―僕の古代ロマン―
- 暮らしの歴史散歩 生き生き平安京
- この発想が勝敗をわける －歴史に学ぶ逆転発想法
- ボクの青春論 －いつも新鮮な自分に会いたい。
- 迷える父と子への19章
- アニメ・特撮ヒーロー誕生のとき
- 陰謀が歴史をつくる、のち改題・陰謀の日本史
- 今は昔“言霊”（メッセージ）あり

### 文庫解説
- 聖凡人伝（著：松本零士 1996年 小学館）- 1巻の巻末に「深読み聖凡人伝」を書く。
- ガンフロンティア（著：松本零士 1999年 秋田書店） - 1巻の巻末に「男が面白い時代」を書く。